# Славянский съезд в Москве и Санкт-Петербурге 1867 года
Славянский съезд в Москве и Санкт-Петербурге 1867 года — череда мероприятий, начавшихся в Санкт-Петербурге в мае 1867 и завершившихся в Москве. Иногда именуется II Славянским съездом.

## Идеология
Основными идеями, продвигаемыми русскими панславистами, славянофилами и империалистами, были: продвижение русского языка как языка межславянского общения, укрепление культурного единства. Одна из первых попыток создать мощный костяк всеславянского движения и его централизации.

## Ход съезда
Съезд проходил бурно, причём его невозможно было назвать единым мероприятием — он состоял из огромного числа митингов, концертов, банкетов, обедов, богослужений и заседаний, проходивших параллельно с движением гостей от границ Российской империи до Санкт-Петербурга, а затем от Санкт-Петербурга до Москвы.

### События
Основными событиями конгресса считаются:
1. богослужение в Исаакиевском соборе в день памяти Кирилла и Мефодия
2. заседание Отделения русского языка и словесности Академии наук
3. торжественный обед в зале петербургского Дворянского собрания
4. обед у министра народного просвещения и обер-прокурора Синода Д. А. Толстого
5. заседание в Московском университете и университетский обед
6. заседание в Обществе любителей российской словесности
7. митинг в Сокольниках

Одновременно в Москве проводилась Всероссийская этнографическая выставка 1867 года. В рамках выставки предприятием «Русская фотография в Москве» были представлены фотографические виды Москвы и альбом «Виды Москвы и её окрестностей»

## Символы
Одним из главных символов II Всеславянского съезда являлась бело-золотая хоругвь, на которой были изображены первоучители славянские Кирилл и Мефодий. Над ними — Спаситель, благословляющий их на апостольский подвиг. По обеим сторонам хоругви были изображены гербы разных славянских городов.
Как писали многие газеты того времени, это знамя славянского единства вызывало уважение у всех присутствовавших — как у гостей, так и у горожан, обнаживших голову и смолкнувших, когда хоругвь была торжественно вынесена наружу. Вслед за этим последовало выступление гостей, каждый из которых поприветствовал Москву и весь русский народ от лица своей страны и народа.

## В стихах
Тютчев посвятил съезду своих стихи «Привет вам задушевный, братья...».